# Cheilolejeunea caducifolia
Cheilolejeunea caducifolia là một loài Rêu trong họ Lejeuneaceae. Loài này được (Gradst. & Schaf.-Verw.) W. Ye & R.L. Zhu mô tả khoa học đầu tiên năm 2010.